# Máquina de lavar roupa

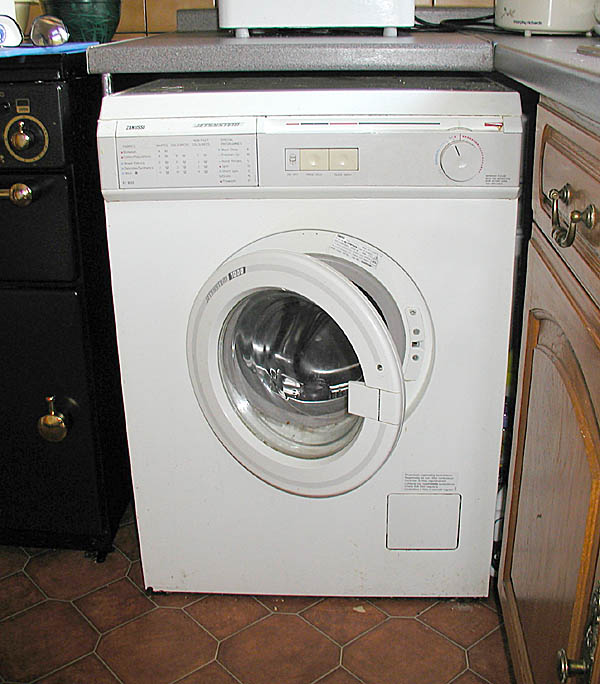
Moderna máquina de lavar roupa com acesso frontal

Máquina de lavar roupa (português europeu) ou lavadora de roupa (português brasileiro) é uma máquina projetada para limpeza de roupas. Geralmente o termo é empregado para equipamentos que usam água como meio principal de limpeza. Consiste basicamente num recipiente que se enche de água e no qual um sistema mecânico agita as peças de roupa a serem lavadas.

## História

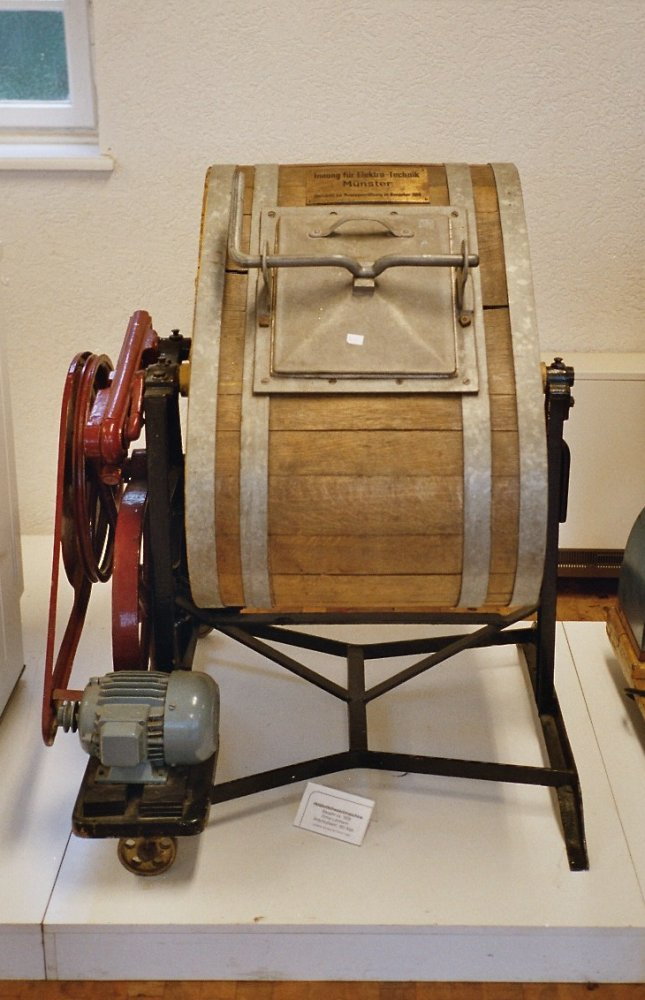
Antigo modelo de máquina de lavar roupa alemã

Várias tentativas de se conseguir uma máquina de lavar roupas eficiente, a partir da revolução industrial, foram bem documentadas, como um pedido de patente protocolado em 1691, um anúncio, em janeiro de 1752 na Gentlemen's Magazine, e outro pedido de patente de uma máquina rotativa em 1782, todas na Inglaterra.
Somente com a invenção e popularização do motor elétrico, no começo do século XX, é que se conseguiu uma lavadora que funcionasse mais eficientemente, atribuindo-se a produção em grande escala a partir de 1906, pela primeira vez, ao norte-americano Alva J. Fisher, que detinha a patente embora não se possa afirmar que seja ele o real inventor.

## Máquinas modernas
As máquinas contemporâneas são fabricadas em dois modelos básicos, com abertura frontal ou abertura superior. As com abertura superior, mais populares nos Estados Unidos, Austrália, Brasil e parte da Europa, recebem a roupa em um cilindro montado verticalmente, com um agitador central e tem a tampa por cima. As máquinas com abertura frontal, mais populares na Europa e no Oriente Médio, possuem um cilindro montado horizontalmente, sem agitador central, mas com a porta estanque e com visor de vidro.
Ambos os modelos tem a capacidade de lavar automaticamente, propelidos por motor elétrico, executando ciclos de lavagem, enxágue, centrifugação e pré programados de acordo com o tipo de roupa. O uso de componentes eletrônicos digitais atualmente substituem complexos sistemas mecânicos usados anteriormente para controlar a lavagem. Ligadas a um ponto de força elétrica, um ponto de entrada de água e uma saída para a água servida, com timer programável e depósito de sabão e amaciante, trabalham sem supervisão, lavando, enxaguando e retirando o excesso de água por centrifugação. Algumas máquinas mais modernas também secam a roupa com ar quente após a lavagem. Podem ainda ter seu comando eletrônico ligado à uma rede de computadores, permitindo acompanhamento e comando pela Internet.

## Máquinas Lava e Seca
As lavadoras lava e seca são máquinas modernas e versáteis, disponíveis em modelos com abertura frontal ou superior. Equipadas com componentes eletrônicos digitais, substituindo os sistemas mecânicos, essas lavadoras operam ciclos automáticos de lavagem, enxágue e centrifugação, previamente programados de acordo com o tipo de tecido. Conectadas à energia elétrica e abastecidas com água, essas máquinas trabalham de forma autônoma, contando com timer e compartimentos para sabão e amaciante. Algumas versões ainda oferecem a funcionalidade adicional de secagem com ar quente após a lavagem, podendo ser controladas até mesmo pela Internet. 

Máquina de Lava e Seca

A lavadora lava e seca executa ciclos automáticos, previamente ajustados conforme o tipo de tecido, incluindo lavagem, enxágue e centrifugação, simplificando todo o processo. A principal diferença em relação às lavadoras tradicionais é a incorporação da função de secagem, utilizando ar quente para tal finalidade, eliminando a necessidade de uma secadora separada e otimizando espaço e tempo nas residências.